# Кораль
Кора́ль — загон для зооветеринарных обработок сельскохозяйственных животных (крупного рогатого скота, северных оленей). Кораль строят в виде деревянного забора или частокола высотой в 2—2,5 м; расстояние между жердями забора 10—15 см. Может быть стационарным (из деревянных или металлических столбов, металлической сетки-рабицы, досок) и передвижным — из капроновой сети. В корале различают следующие отделения: направляющие крылья, входные ворота, которые делают обычно разборными, из жердей, общий загон, предварительный загон, рабочая камера, дополнительные (накопительные) камеры. Внутри общего загона имеется передвижная загородка, облегчающая выделение части животных из стада, подлежащих обработке, и соединённая с направляющим рукавом, который ведёт к воротам предварительного загона. Из предварительного загона животные попадают в рабочую камеру, где производятся основные работы по клеймению и зооветеринарным обработкам. Из рабочей камеры животные попадают в накопительные камеры или выпускаются из кораля. Стационарные корали строят обычно в таёжной или лесотундровой местности, при убойных пунктах или на путях сезонных перекочёвок стад, на участках с плотным или хорошо дренирующимся грунтом. Передвижные корали чаще используют в тундре, в весенний период.
Недостатки, присущие стационарным коралям:
- Возможность обслуживать ограниченные количества стад и в определённые сезоны года вследствие кочевого характера скотоводства;
- Значительные капиталовложения на строительство большого количества стационарных коралей, что особенно затруднено в тундровой зоне, где отсутствует местный лесоматериал;
- Ежегодный подгон стад к одному коралю приводит к вытаптыванию растительности (ягеля) вокруг него, для восстановления которой требуется длительное время.